# Euploea coreoides
Euploea coreoides är en fjärilsart som beskrevs av Moore 1877. Euploea coreoides ingår i släktet Euploea och familjen praktfjärilar. Inga underarter finns listade i Catalogue of Life.